# Rem als Jocs Olímpics d'estiu de 1908 - Vuit amb timoner masculí
La prova de Vuit amb timoner masculí fou una de les quatre que es disputaren als Jocs Olímpics de Londres de 1908 i que formaven part del programa de rem. Hi van prendre part 54 remers procedents de 5 països.

## Medallistes
| Or | Plata | Bronze | Bronze |
| Regne UnitAlbert Gladstone · Frederick Kelly · Banner Johnstone · Guy Nickalls · Charles Burnell · Ronald Sanderson · R. Etherington-Smith · Henry Bucknall · Gilchrist Maclagan | BèlgicaOscar Taelman · Marcel Morimont · Rémy Orban · Georges Mijs · François Vergucht · Polydore Veirman · Oscar de Somville · Rodolphe Poma · A. van Landeghem | CanadàIrvine Robertson Joseph Wright Julius Thomson Walter Lewis Gordon Balfour Becher Gale Charles Riddy Geoffrey Taylor Douglas Kertland | Regne UnitFrank Jerwood · Eric Powell · Oswald Carver · Edward Williams · Henry Goldsmith · Harold Kitching · John Burn · Douglas Stuart · Richard Boyle |

## Equips participants

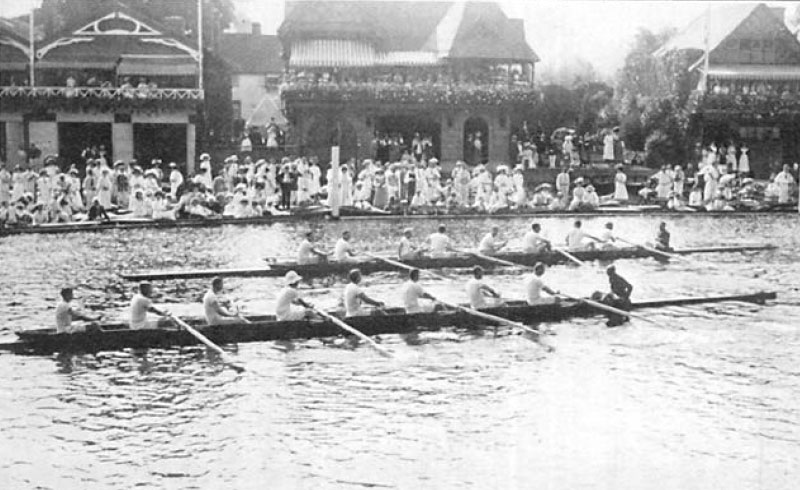
Segon quarts de final: Leander (per fora) vs. Hongria

Hi van prendre part aquests sis vaixells i tripulacions:
- Bèlgica Royal Club Nautique de Grand (colors: vermelle, groc i negre; rems vermells i blancs). Oscar Taelman, Marcel Morimont, Rémy Orban, Georges Mijs, François Vergucht, Polydore Veirman, Oscar de Somville, Rodolphe Poma i A. van Landeghem
- Canadà Toronto Argonaut (colors: blau cel i blau marí). Irvine Robertson, Joseph Wright, Julius Thomson, Walter Lewis, Gordon Balfour, Becher Gale, Charles Riddy, Geoffrey Taylor i Douglas Kertland
- Regne Unit Cambridge (colors: blau cel). Frank Jerwood, Eric Powell, Oswald Carver, Edward Williams, Henry Goldsmith, Harold Kitching, John Burn, Douglas Stuart i Richard Boyle
- Regne Unit Leander (colors: cirera). Albert Gladstone, Frederick Kelly, Banner Johnstone, Guy Nickalls, Charles Burnell, Ronald Sanderson, R. Etherington-Smith, Henry Bucknall i Gilchrist Maclagan
- Hongria Pannónia Evezős Egylet/Magyar Evezős Szövetség (colors: vermell, blanc i verd). Sándor Klekner, Lajos Haraszthy, Antal Szebeny, Róbert Éder, Sándor Hautzinger, Jenő Várady, Imre Wampetich, Ferenc Kirchknopf i Kálmán Vaskó
- Noruega Norges Roforbund (colors: vermell, blanc i blau). Otto Krogh, Erik Bye, Ambrosius Høyer, Gustav Hæhre, Emil Irgens, Hannibal Fegth, Wilhelm Hansen, Annan Knudsen i Ejnar Tønsager

## Resultats

### Quarts de final
Totes les sèries es van disputar el dimecres 29 de juliol.
Quarts de final 1: Els Argonauts guanyen per gairebé tres llargs de distància.
| 1r quarts de final | 1r quarts de final     | 1r quarts de final | 1r quarts de final |
| Posició            | Embarcació             | Temps              | Qual.              |
| ------------------ | ---------------------- | ------------------ | ------------------ |
| 1                  | Toronto Argonaut (CAN) | 8:06.0             | QS                 |
| 2                  | Norge (NOR)            | (8:16.7)           |                    |

Quarterfinal 2: El Leander, guanya fàcilment, amb uns dos llargs sobre la tripulació hongaresa.
| 2n quarts de final | 2n quarts de final    | 2n quarts de final | 2n quarts de final |
| Posició            | Embarcació            | Temps              | Qual.              |
| ------------------ | --------------------- | ------------------ | ------------------ |
| 1                  | Leander (GBR)         | 8:10.0             | QS                 |
| 2                  | Pannónia/Magyar (HON) | (8:15.7)           |                    |

### Semifinals
Les dues semifinals es disputen el dijous 30 de juliol.
Semifinal 1: 1.15 p.m.
| Semifinal 1 | Semifinal 1            | Semifinal 1 | Semifinal 1 |
| Posició     | Embarcació             | Temps       | Qual.       |
| ----------- | ---------------------- | ----------- | ----------- |
| 1           | Leander (GBR)          | 8:12.0      | QF          |
| Bronze      | Toronto Argonaut (CAN) | (8:14.9)    |             |

Semifinal 2:
| Semifinal 2 | Semifinal 2                        | Semifinal 2 | Semifinal 2 |
| Posició     | Embarcació                         | Temps       | Qual.       |
| ----------- | ---------------------------------- | ----------- | ----------- |
| 1           | Royal Club Nautique de Grand (BEL) | 8:22.0      | QF          |
| Bronze      | Cambridge (GBR)                    | (8:25.9)    |             |

### Final
La final es disputà el divendres 31 de juliol.
| Final   | Final                              | Final    |
| Posició | Embarcació                         | Temps    |
| ------- | ---------------------------------- | -------- |
| Or      | Leander (GBR)                      | 7:52.0   |
| Plata   | Royal Club Nautique de Grand (BEL) | (7:57.5) |